# Аппаратура управления радиомоделью
Аппаратура управления — это компоненты, с помощью которых становится возможным управление радиоуправляемыми моделями.
Конечно, простейший способ дистанционно контролировать модель — подключить к ней провод достаточной длины, но это крайне неудобно. 
Главными компонентами аппаратуры управления являются:
- Передатчик (пульт управления)

Передатчик пистолетного типа

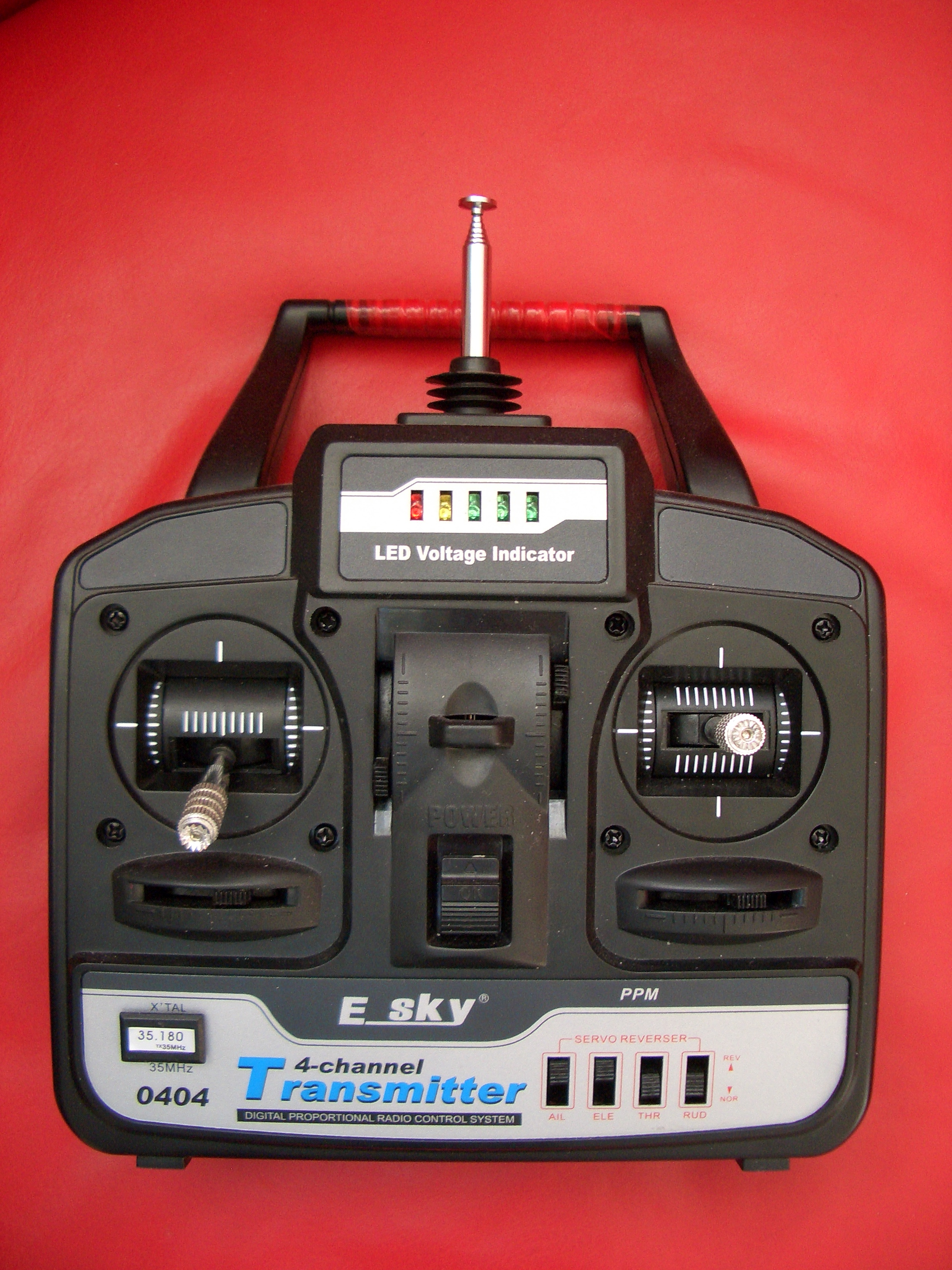
Передатчик рычажкового типа

Передатчики бывают пистолетного типа, с курком газа и рулевым колесом (обычно используются для автомоделей и судомоделей), а также рычажного типа, с многопозиционными рычажками (стиками) (обычно используются для авиамоделей). Антенна имеет длину около метра для систем FM-диапазона и порядка 20—30 см для частоты 2.4 ГГц. Некоторые летающие игрушки управляются не по радио, а по инфракрасному каналу, соответственно, нужно всегда направлять пульт в сторону модели.
- Приёмник радиосигнала

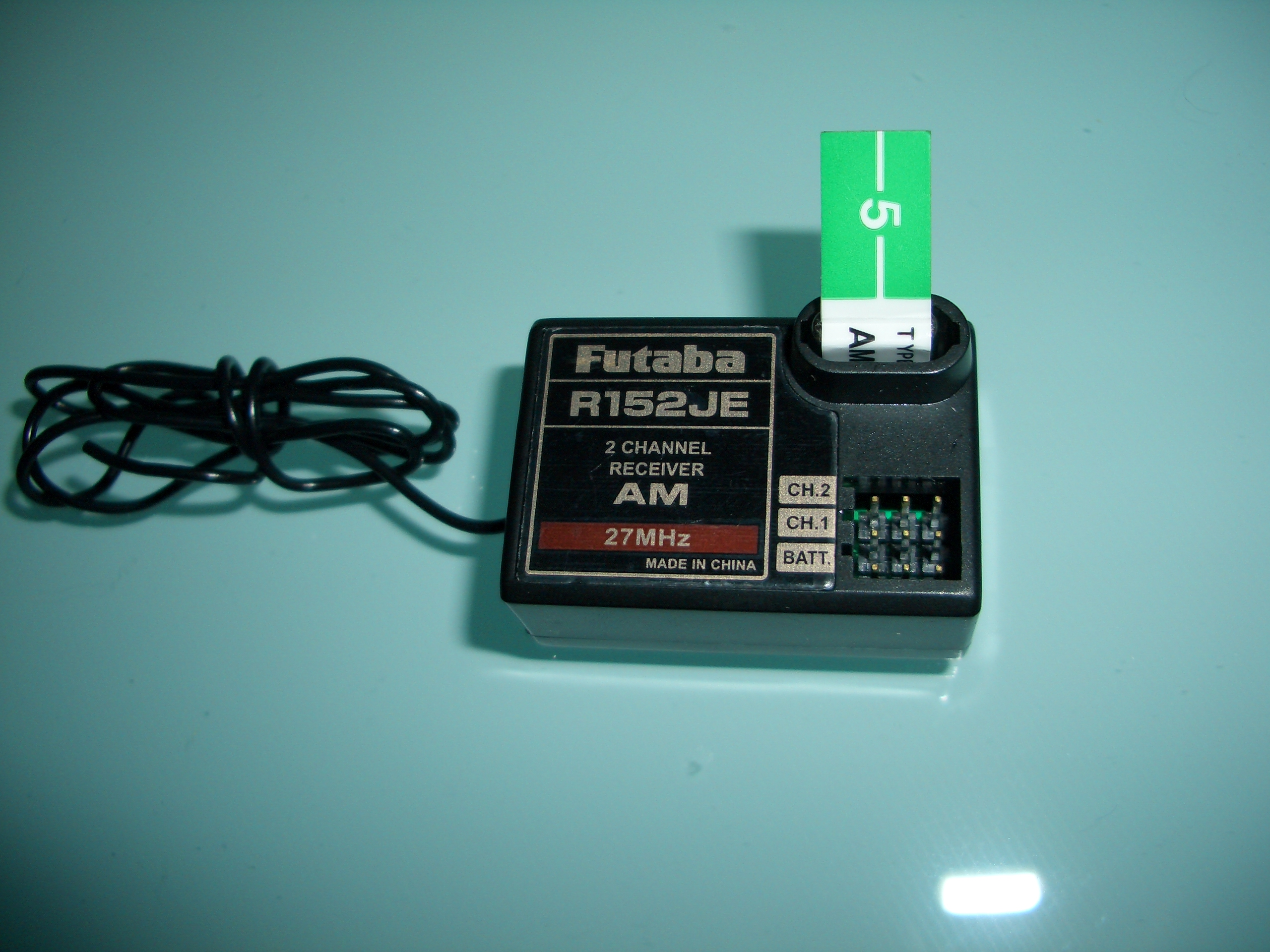
Двухканальный приёмник

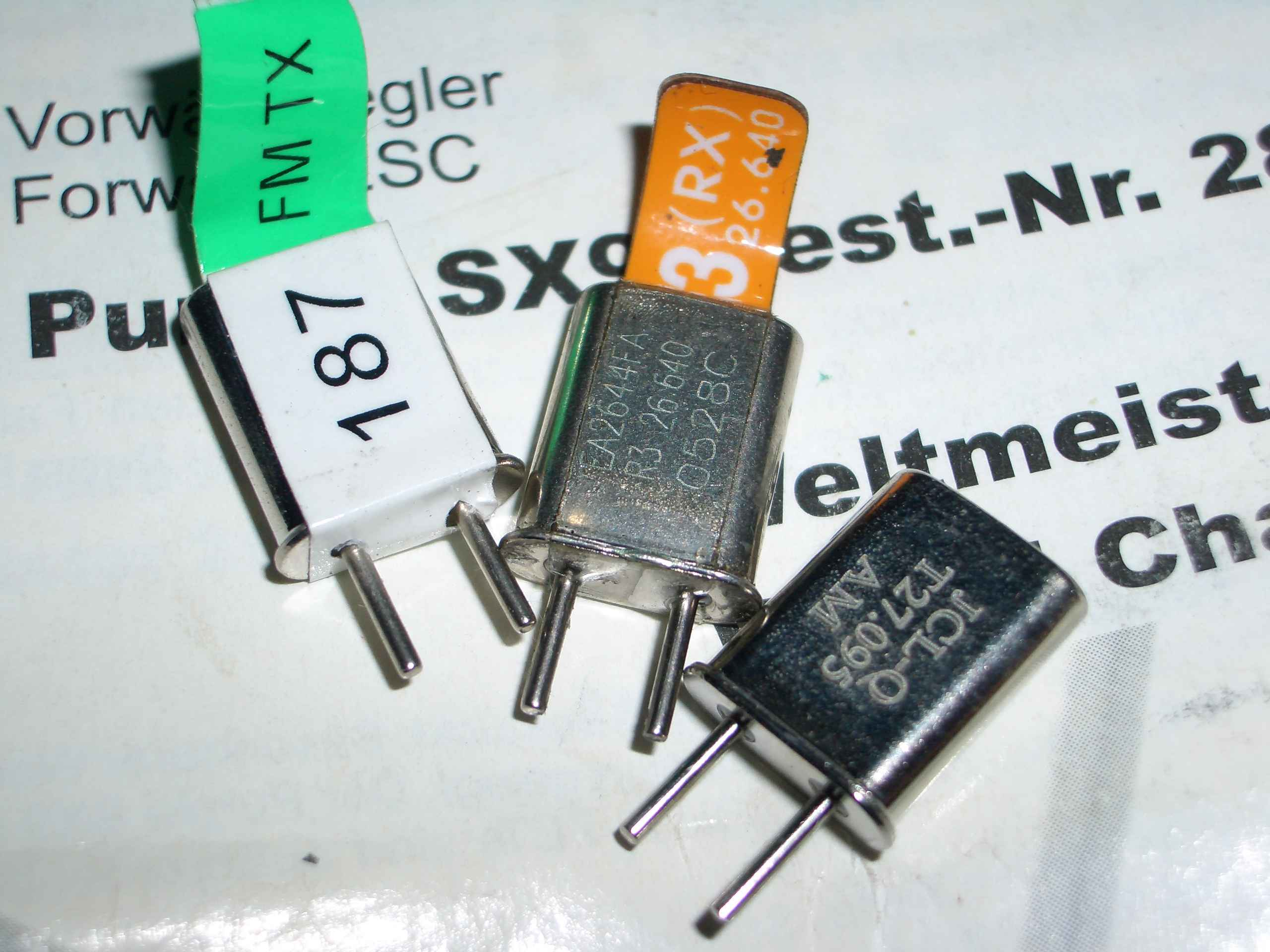
Комплект кварцев

Приёмник радиосигнала устанавливается на модели, к нему подключаются все исполнительные устройства — сервомашинки, регуляторы скорости и проч.

Приёмник со снятой крышкой

Существуют модели аппаратуры, предусматривающие двунаправленную связь между передатчиком и приёмником. Она позволяет приёмнику посылать сигнал передатчику в случае обнаружения помех, и в этом случае передатчик перейдёт на чистый канал.

## Характеристики и функции аппаратуры
- Частоты

Более всего представлены модели с частотами 27, 35, 40 и 75 мегагерц. Частоту аппаратуры определяет небольшая деталь — кварцевый резонатор (на жаргоне — «кварц»). Имеются пары сменных кварцев для обеспечения связи передатчик-приёмник, один из которых устанавливается в пульт, другой — в модель. При смене пар кварцев выполняется переход с одной частоты на другую. Нужно отметить, что на соревнованиях проблема совместного использования одного канала стоит достаточно остро, так как в таком случае модель наверняка потеряет управление. Поэтому ещё до первых запусков техниками составляется сетка частот, с которой должен свериться каждый участник соревнований.
Ныне, повсевместно внедряется стандарт частоты 2,4 ГГц, позволяющий обойтись без кварцев, когда подстройка передатчик-приёмник происходит автоматически, за счёт технологии, например, FHSS.
- Каналы

Одной из основных характеристик аппаратуры является количество каналов. Каналы могут быть дискретными и пропорциональными. Для управления автомоделью или лодкой достаточно двух каналов (для руля и газа) самолёты требуют от трёх (газ, элероны/руль направления, руль высоты), а хорошему вертолёту нужно хотя бы пять. На сегодняшний день серийно выпускаются 2—3-канальные модели (как правило, пистолетного типа) и модели от 4 до 18 каналов различных производителей.
Существуют так же модули, которые могут увеличивать кол-во каналов на стандартной аппаратуре. Это чаще всего бывает необходимо для управления моделями-копиями, там где используется большое кол-во исполнительных механизмов (например, освещение кают и пр.)
- Дальность

Хорошая аппаратура обеспечивает радиус действия больший, чем расстояние, на котором авиамодель уже теряется из виду. Например, для набора Graupner IFS 2,4 ГГц производителем заявлена дальность действия до 800 метров по земле и до 2000 м для летающих моделей.
В автомоделизме радиус действия аппаратуры значительно меньше — до 100 метров. Максимальное удаление автомодели от пилота с точки зрения видимости модели, когда ею ещё можно управлять, — 60—70 метров.
Существует так же подвид авиамоделизма, как "полёты по камере" FPV (First Person View). Дальность удаления модели от передатчика нередко может составлять несколько км. В этом случае прибегают к дополнительным устройствам, увеличивающим дальность действия обычной аппаратуры управления (до 5—8 км) или отдельные системы радиоуправления на большие расстояния, так называемый LRS (Long Range System — Дальнобойные системы), они позволяют управлять авиамоделями на расстояниях до 40—60 км. Типичный представитель этого класса аппаратуры — ROCKWELL Российского производства 
- Фэйлсейв (Fail Safe) — эта функция защищает модель при потери управления и следовательно, от аварий.

В случае отсутствия приёма сигнала от передатчика из-за низкого заряда элементов питания в передатчике, помех, превышения дальности работы или неполадок модель совершит заранее запрограммированное действие, обычно — торможение автомодели.
- Разъём «тренер-ученик» позволяет соединить два пульта и дублировать их каналы управления, так что ошибки учащегося пилота может исправить его тренер.
- Гнездо для подключения компьютерного симулятора позволяет использовать пульт как компьютерный джойстик. Существует ряд программ-симуляторов, позволяющих тренироваться с виртуальными моделями самолётов, планеров, машин, научиться базовым навыкам пилотирования. А модели радиоуправляемых вертолётов являются настолько сложными и опасными «игрушками», что новичкам перед первым вылетом рекомендуется налетать не менее 100 часов в симуляторе!

## Микрокомпьютер
Многие передатчики оснащаются хотя бы небольшим символьным дисплеем и простыми программируемыми настройками, а в моделях высшего уровня можно встретить большой цветной сенсорный дисплей и операционную систему Windows CE.
Встроенный микрокомпьютер позволяет использовать следующие функции:
- Память настроек на несколько моделей.

- Готовые программы управления позволяют использовать аппаратуры с разными типами моделей. Как правило, это программы планер/самолёт/вертолёт.

- Установка крайних точек (расходов) углов отклонений рулей, плоскостей, управляемых колес и т.д.

- Различные микшеры каналов. Для вертолётов с изменяемым шагом главного ротора необходим микшер газ-шаг, устанавливающий зависимость изменения угла атаки лопастей основного ротора (один канал) от положения ручки управления двигателем (другой канал).

- Функция АБС помогает автомодели эффективно тормозить, производя торможение отдельными короткими импульсами, не допуская блокировки колес.

## Телеметрия
Это отдельный класс модельной радиоаппаратуры. Телеметрия позволяет получать данные с модели, например, при управлении автомоделью она позволяет знать обороты двигателя, его температуру. 

## Историческая справка
Дистанционное управление моделями стало широко развиваться после второй мировой войны. Серийное производство аппаратуры впервые было организовано в США в 1948 г., это была одноканальная аппаратура конструкции братьев Гуд. Аппаратура была ламповой и громоздкой. Интенсивное развитие многоканальной аппаратуры началось с работ американца Роквуда в 1951 г., а в Европе — с 1954 г. В 1954—1956 гг. были первые попытки применения транзисторов, сначала в приёмниках сигнала. В 1958 в США появились транзисторные супергетеродинные приёмники с числом каналов до 10—12. В СССР до 1958 года было выпущено 20000 комплектов шестиканальной модельной аппаратуры РУМ-1.
Но пропорциональную аппаратуру стало возможным производить лишь в 1960 г., а массовое производство началось в 1963 г, в США.

## Производители аппаратуры
Futaba (англ.)
Spektrum (англ.)
Hitec (англ.)
JR (англ.)
Multiplex (англ.)
1Slon (рус.)